# Adhara
Adhara (ε CMa / ε Canis Majoris / Epsilon Canis Majoris) è una stella situata nella costellazione del Cane Maggiore. Avendo magnitudine +1,51 è la seconda stella più luminosa della sua costellazione, dopo Sirio, nonché la ventiduesima stella più luminosa dell'intera volta celeste. La sua posizione la rende osservabile con più facilità dall'emisfero australe. Distante 405 anni luce dal sistema solare, è una supergigante blu o gigante brillante blu di classe spettrale B2. A causa della notevole rarefazione dell'idrogeno neutro del mezzo interstellare nella direzione della stella, Adhara è la più luminosa fonte di raggi ultravioletti estremi del cielo. Il suo nome ha origine dall'arabo عذارى ‘aðāra' e significa "le vergini".

## Osservazione
Benché Johann Bayer abbia assegnato ad Adhara la lettera epsilon (ε), essa è la seconda stella in ordine di luminosità della sua costellazione, dopo Sirio. Si presenta come un astro di colore azzurro, individuabile una dozzina di gradi a sud di Sirio. Con Wezen (δ Canis Majoris) e Aludra (η Canis Majoris) essa forma un triangolo di stelle vicine e brillanti, dato che Wezen e Aludra hanno rispettivamente magnitudine +1,83 e +2,40. Adhara costituisce il vertice ovest del triangolo, Wezen quello nord, Aludra quello est.
Adhara è una stella dell'emisfero celeste australe; avendo una declinazione pari a -28°58', risulta visibile solo nelle zone temperate dell'emisfero boreale, mentre è invisibile o appare molto bassa all'orizzonte nelle zone settentrionali. D'altra parte appare circumpolare solo nelle regioni antartiche, più a sud della latitudine 62°S. La sua magnitudine apparente pari a +1,51 le permette di essere individuata anche dai centri urbani moderatamente affetti da inquinamento luminoso.
Il periodo migliore per la sua osservazione ricade nei mesi dell'inverno boreale, corrispondente all'estate dell'emisfero australe, dove, data la sua declinazione, è visibile anche per un arco di tempo maggiore.
Circa 4,7 milioni di anni fa, Adhara si trovava molto più vicina al Sole di quanto non sia ora, a soli 34 anni luce di distanza, ed era molto più brillante di quanto non sia oggi, arrivando ad essere di gran lunga la stella più luminosa del cielo, con una magnitudine apparente di -3,99. Nessun'altra stella è stata da quel momento più luminosa nel cielo notturno terrestre, e nessun'altra lo sarà nei prossimi 5 milioni di anni.

## Ambiente galattico

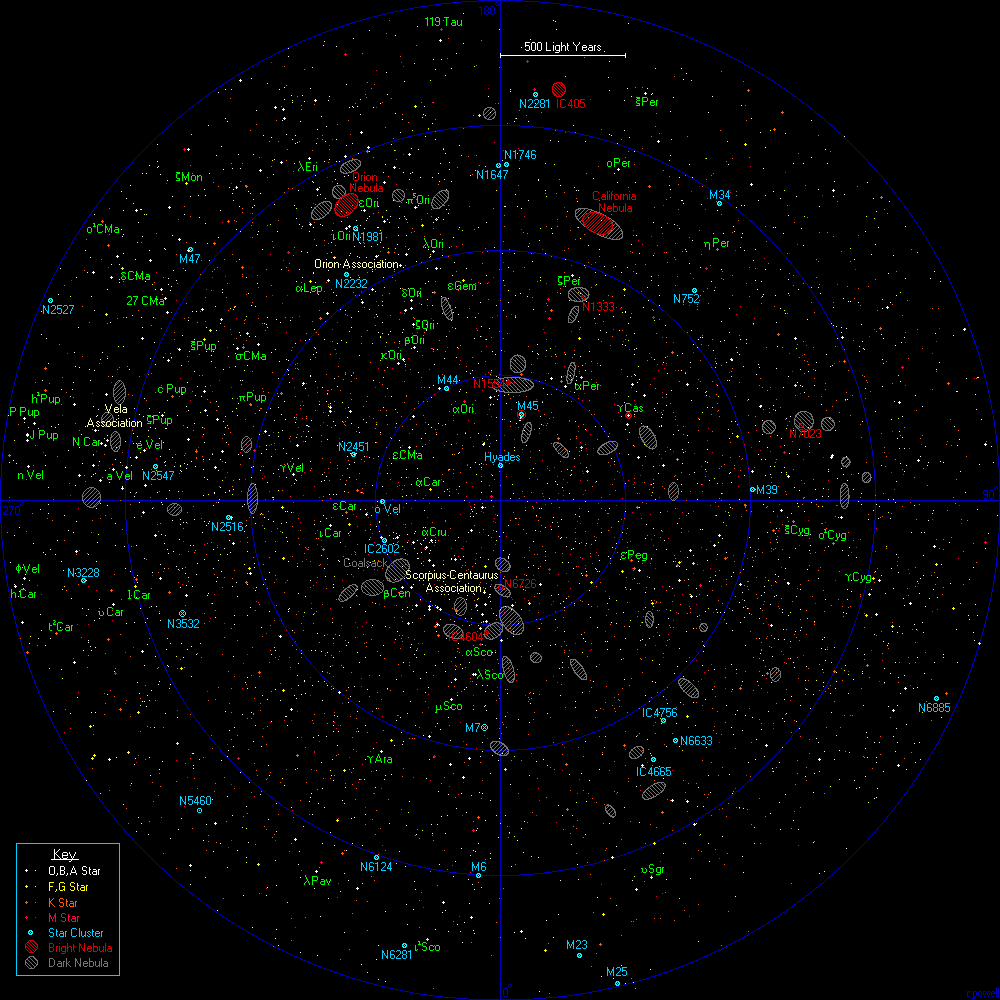
Mappa delle stelle e delle nebulose entro il raggio di 2000 anni luce dal Sole. L'immagine è orientata in modo che le stelle più vicine al centro galattico si trovino nella parte bassa della stessa. Il diradarsi delle stelle nella parte bassa e nella parte alta dell'immagine indica i confini del Braccio di Orione. Si apprezza la posizione di Adhara (εCMa) entro la circonferenza più interna, indicante una distanza di 500 anni luce dal Sole.

La nuova riduzione dei dati astrometrici del telescopio spaziale Hipparcos ha portato a un nuovo calcolo della parallasse di Adhara, che è risultata essere 8,05 ± 0,14 mas. Pertanto la distanza di Adhara dalla Terra è pari a 1/0,00805 pc, ossia 124,02 pc, equivalenti a 405 ± 7 anni luce. Ne consegue che Adhara e il Sole sono situate nel medesimo braccio della Via Lattea, il Braccio di Orione. Le coordinate galattiche di Adhara sono 239,83° e -11,32°. Una longitudine galattica di circa 240° significa che la linea ideale che congiunge il Sole e Adhara, se proiettata sul piano galattico, forma con la linea ideale che congiunge il Sole con il centro galattico un angolo di 240°. Ciò significa che Adhara è leggermente più lontana dal centro galattico di quanto non sia il Sole. Una latitudine galattica di poco più di -11° significa che Adhara si trova un po' più a sud rispetto al piano su cui sono posti il Sole e il centro galattico.
La zona del cielo in direzione di Adhara è particolarmente povera di gas interstellare. Ciò la rende di gran lunga la più luminosa fonte di raggi ultravioletti estremi del cielo (cioè nella banda compresa fra 504 e 760 Å): infatti la radiazione ultravioletta della stella viene solo in minima parte assorbita e dispersa dal poco gas che si frappone fra l'osservatore e l'astro. Si ritiene che la scarsità di mezzo interstellare nella direzione di Adhara sia dovuta a una estensione della Bolla Locale, che si prolunga mediante un tunnel lungo almeno 300 pc e largo circa 50 pc nella direzione della stella. Nella Bolla Locale la densità del mezzo interstellare è significativamente inferiore rispetto alla densità media di tale mezzo all'interno della Via Lattea. Buona parte dell'assorbimento della luce proveniente da Adhara è opera della Nube Interstellare Locale, che si estende in prossimità del Sole; ciò significa che al di fuori di tale nube la densità del gas che si frappone fra l'osservatore e la stella è estremamente bassa. Data questa situazione, Adhara è la maggior fonte di ionizzazione degli atomi di idrogeno che formano la Nube Interstellare Locale e pertanto l'analisi dello spettro stellare fornisce importanti indizi riguardo allo stato di ionizzazione e alla morfologia della Nube.

## Caratteristiche fisiche

### Caratteristiche fondamentali
Adhara è stabilmente classificata come una stella di tipo B2 di colore azzurro. Esso è dovuto alla sua temperatura superficiale, che è stata misurata in 20 990 ± 750 K. Altri valori citati in letteratura sono 21.500 K e 22.900 K. Non c'è invece accordo fra le fonti riguardo alla classe di luminosità della stella, che viene a volte attribuita alla classe Iab delle supergiganti intermedie, ma più spesso alla classe II delle giganti brillanti.

Adhara

A causa della sua luminosità e del suo spettro poco influenzato dal gas interstellare, Adhara è una delle stelle appartenenti alle prime classi spettrali meglio studiate, sicché i suoi parametri sono conosciuti con una certa precisione. Il suo diametro angolare è stato misurato da Hambury Brown et al. (1974) utilizzando il Narrabri Stellar Intensity Interferometer, situato a Narrabri, nel Nuovo Galles del Sud; essi hanno ottenuto un valore di 0,80 ± 0,05 mas, che alla distanza stimata da Hipparcos corrisponde a un raggio di 10,6 ± 0,7 R☉. Avendo una misura del raggio, per stimare la massa della stella, è necessario conoscere la gravità superficiale. I valori riportati in letteratura di questa grandezza variano di solito da log g = 3 a log g = 3,5. Questo margine di incertezza è molto ampio e rende difficile la stima della massa. Assumendo una gravità superficiale di log g = 3,2 e un raggio di 11,3 ± 1,1 R☉, Aufdenberg et al. (1998) deducono una massa di 7,4 ± 3,0 M☉. Tuttavia questo dato non sembra corretto: infatti dalla distanza, dalla magnitudine apparente e dalla temperatura superficiale si può dedurre che Adhara abbia una luminosità di circa 20 000 L☉; per la regione del diagramma H-R individuata dalla temperatura superficiale e dalla luminosità assoluta della stella passano le tracce evolutive di stelle aventi massa intorno alle 12 M☉. Aufdenberg et al. (1998) deducono che l'errore potrebbe essere attribuito a una stima della gravità superficiale troppo bassa e che una gravità di log g = 3,5 avvicinerebbe maggiormente la stima della massa ricavata da raggio e gravità superficiale a quella ricavabile dalla posizione della stella sul diagramma H-R.
Le stime della velocità di rotazione dell'astro intorno al proprio asse ({\displaystyle v_{e}\cdot sini}) variano da 25 km/s a 60 km/s. Assumendo con Bernacca e Perinotto (1970) un valore di 35 km/s, se ne desume che il periodo di rotazione è uguale o inferiore a 15 giorni. Per un dato più preciso bisognerebbe conoscere l'inclinazione dell'asse di rotazione rispetto alla nostra linea di vista, il cui valore non è stato ancora appurato.
Con un'età stimata di 22,5 milioni di anni, Adhara ha cessato o sta per cessare di fondere l'idrogeno presente nel suo nucleo ed è quindi da poco uscita dalla sequenza principale. Le sue dimensioni sono destinate ad aumentare nei prossimi milioni di anni, quando diventerà una supergigante rossa. Se in questa fase non perderà una quantità eccessiva di massa, potrebbe al termine della sua esistenza esplodere in una supernova di tipo II; altrimenti potrebbe diventare una rara nana bianca al neon e ossigeno.

### Vento stellare e emissione di raggi X
Adhara emette un vento stellare che comporta una perdita di massa di 3-8 × 10-8 M☉ all'anno. Si tratta di un vento stellare veloce, come è tipico delle stelle appartenenti alle classi spettrali O e B, avente una velocità terminale di 910 km/s. Si ritiene che le perturbazioni a cui questo vento è sottoposto siano responsabili dell'emissione di raggi X della stella. Le stelle appartenenti alle classi spettrali O e B emettono raggi X nella misura di un decimilionesimo della radiazione totale. Dato che tali stelle non presentano una zona convettiva superficiale e quindi non possiedono una corona, bisogna pensare a meccanismi alternativi che siano alla base dell'emissione di raggi X. Una delle teorie più accreditate è rappresentata dall'ipotesi che irregolarità nel flusso di radiazione proveniente dalla stella siano alla base di turbolenze nel vento stellare che si diparte dalla superficie dell'astro a velocità molto alte. Le collisioni ad altissima velocità riscaldano il gas del vento stellare portandolo a temperature abbastanza elevate da emettere nella banda dei raggi X. All'interno del vento stellare di Adhara è possibile individuare una componente di raggi X più molli, prodotta da plasma a temperature di 1-2 milioni di K, e una componente più dura, prodotta da plasma a temperature di 6-8 milioni di K.

## Compagna
Epsilon Canis Majoris è una stella binaria. La principale fin qui analizzata ha infatti una compagna di magnitudine 7,5, che si trova a una distanza angolare di 7,5 secondi d'arco. L'angolo posizionale fra le due componenti è 161°, essendo 0° il nord e 180° il sud. Nonostante le due componenti abbiano una distanza angolare relativamente ampia, la coppia non è facilmente risolvibile essendo la principale circa 250 volte più luminosa della secondaria; è richiesto uno strumento di almeno 75 mm di diametro per effettuare la separazione. Questa compagna, di classe compresa tra la A e la F, ha un periodo orbitale di almeno 7500 anni, e si trova ad una distanza di almeno 900 UA (circa 135 miliardi di km) dalla principale.

## Etimologia e cultura
Il nome Adhara, talvolta scritto Adara, deriva dall'arabo عذارى, ‘aðāra’, che significa "vergini". Venivano infatti così chiamate le tre stelle vicine Wezen, Aludra e Adhara. Nel catalogo stellare Calendarium di Al Achsasi al Mouakket, risalente al XVII secolo, la stella è designata come Aoul al Adzari (أول ألعذاري - awwil al-aðārii), che è stato tradotto in latino come Prima Virginum, "la prima delle Vergini".
In ambiente cinese, all'interno della costellazione di Jing (che significa "pozzo"), veniva individuato un asterismo, chiamato 弧矢 (Hú Shǐ), che significa "Arco e Freccia" e che comprendeva, oltre ad Adhara, δ Canis Majoris, η Canis Majoris, HD 63032, HD 65456, ο Puppis, κ Puppis, η Canis Majoris e π Puppis. Di conseguenza, Adhara veniva chiamata 弧矢七 (Hú Shǐ qī), che significa "la settima stella dell'Arco e Freccia".
Adhara è rappresentata nella bandiera del Brasile, assieme ad altre 26 stelle, ciascuna delle quali rappresenta uno stato confederato. In particolare essa rappresenta lo stato di Tocatins.